# Seremban
Seremban – miasto w Malezji, stolica stanu Negeri Sembilan, przy linii kolejowej i drodze samochodowej Singapur – Kuala Lumpur. Około 322,2 tys. mieszkańców.
W mieście rozwinął się przemysł drzewny.